# Trichotosia
Trichotosia är ett släkte av orkidéer. Trichotosia ingår i familjen orkidéer.

## Bildgalleri

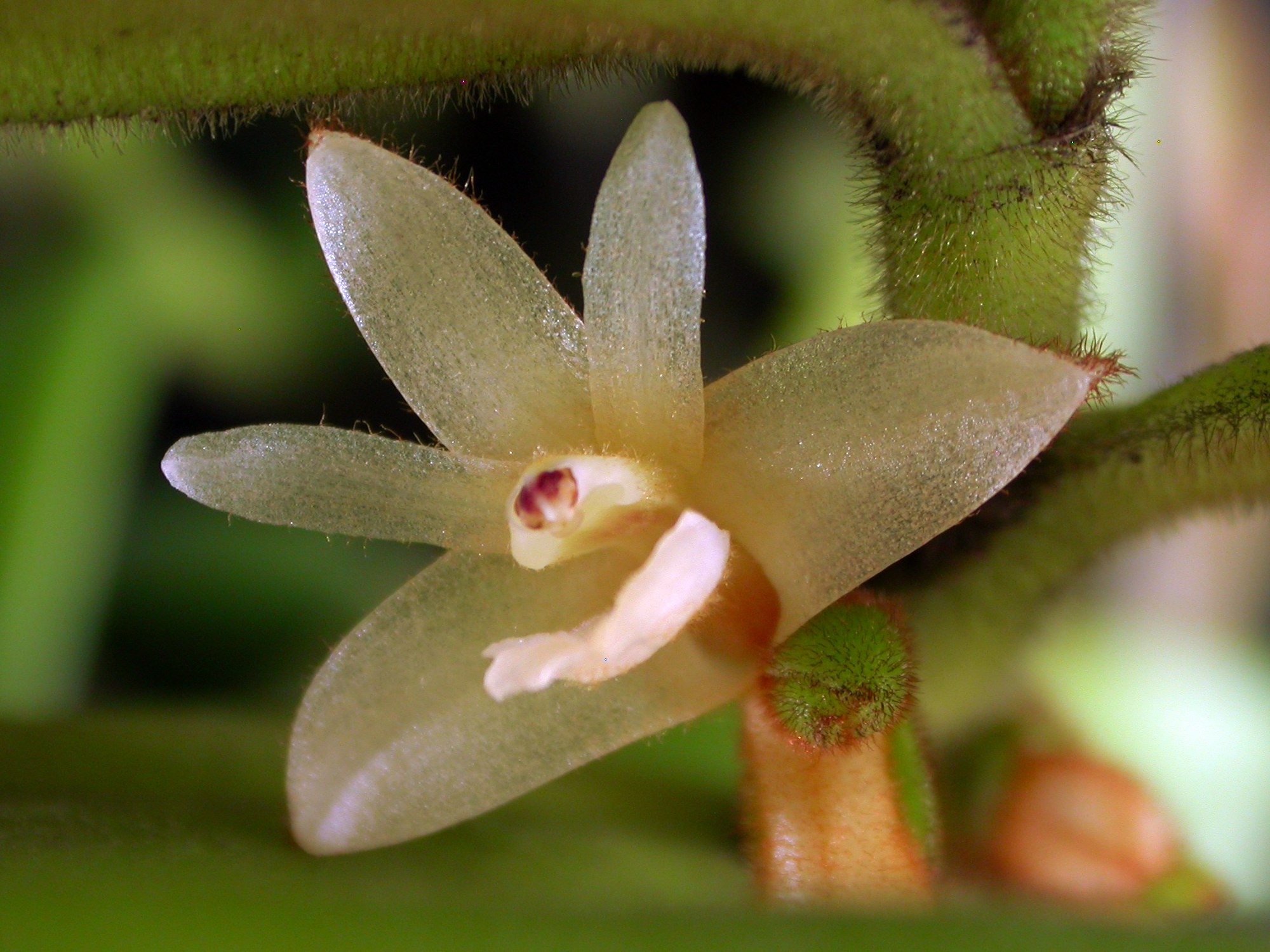
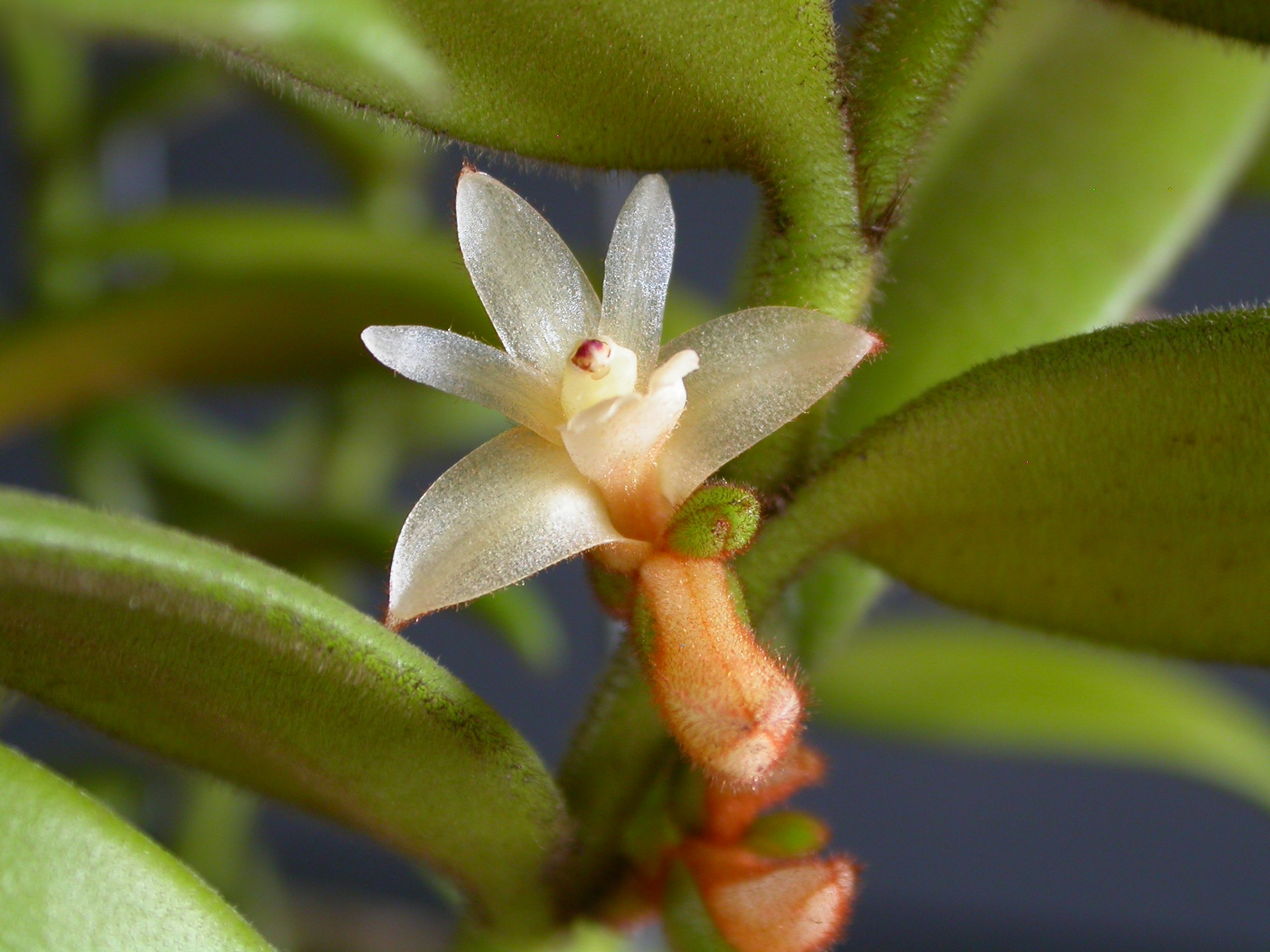
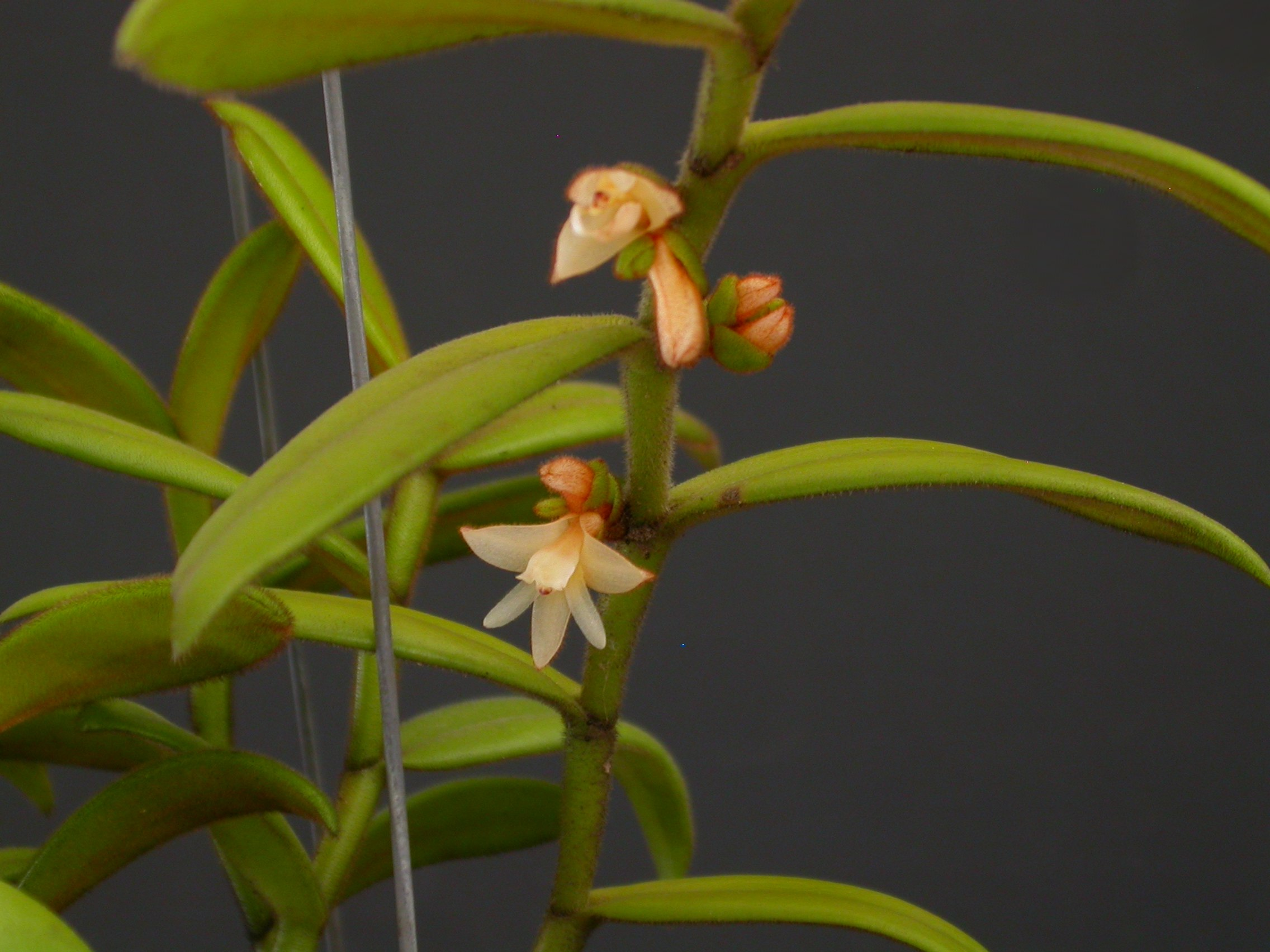

## Dottertaxa tillTrichotosia, i alfabetisk ordning[1]
- Trichotosia annulata
- Trichotosia aporina
- Trichotosia atroferruginea
- Trichotosia aurea
- Trichotosia barbarossa
- Trichotosia brachiata
- Trichotosia brachybotrya
- Trichotosia bracteata
- Trichotosia breviflora
- Trichotosia brevipedunculata
- Trichotosia brevirachis
- Trichotosia buruensis
- Trichotosia calvescens
- Trichotosia canaliculata
- Trichotosia collina
- Trichotosia conifera
- Trichotosia dalatensis
- Trichotosia dasyphylla
- Trichotosia dongfangensis
- Trichotosia ediensis
- Trichotosia ferox
- Trichotosia flexuosa
- Trichotosia fractiflexa
- Trichotosia fusca
- Trichotosia gautierensis
- Trichotosia gjellerupii
- Trichotosia glabrifolia
- Trichotosia gowana
- Trichotosia gracilis
- Trichotosia hapalostachys
- Trichotosia hirsutipetala
- Trichotosia hispidissima
- Trichotosia hypophaea
- Trichotosia indragiriensis
- Trichotosia integra
- Trichotosia iodantha
- Trichotosia jejuna
- Trichotosia katherinae
- Trichotosia klabatensis
- Trichotosia lacinulata
- Trichotosia lagunensis
- Trichotosia latifolia
- Trichotosia latifrons
- Trichotosia lawiensis
- Trichotosia leytensis
- Trichotosia longissima
- Trichotosia malleimentum
- Trichotosia mansfeldiana
- Trichotosia mcgregorii
- Trichotosia microbambusa
- Trichotosia microphylla
- Trichotosia mollicaulis
- Trichotosia molliflora
- Trichotosia mollis
- Trichotosia odoardii
- Trichotosia oreodoxa
- Trichotosia paludosa
- Trichotosia pauciflora
- Trichotosia pensilis
- Trichotosia phaeotricha
- Trichotosia pilosissima
- Trichotosia poculata
- Trichotosia pulvinata
- Trichotosia rotundifolia
- Trichotosia rubiginosa
- Trichotosia rufa
- Trichotosia sarawakensis
- Trichotosia spathulata
- Trichotosia subsessilis
- Trichotosia teysmannii
- Trichotosia thomsenii
- Trichotosia unguiculata
- Trichotosia uniflora
- Trichotosia vanikorensis
- Trichotosia velutina
- Trichotosia vestita
- Trichotosia vulpina
- Trichotosia xanthotricha